# HK 95 Považská Bystrica
A HK 95 Považská Bystrica egy szlovák jégkorongcsapat Vágbesztercén. A klub a másodosztályú TIPOS Slovenská hokejová ligában játszik. A csapat beceneve a Panteri, ami magyarul párducokat jelent.

## Története
A klubot 1938-ban alapították.

### Korábban használt nevek
- 1938 – AC Považská Bystrica
- 1973 – ZVL Považská Bystrica
- 1995 – HK 95 Považská Bystrica

## Statisztikák
| Főszezon | Főszezon | Főszezon | Főszezon | Főszezon | Főszezon | Főszezon | Főszezon | Főszezon | Rájátszás                                         | Rájátszás                                            | Rájátszás                       | Rájátszás |
| Szezon   | LM       | GY       | GY. H.   | V. H.    | V        | G        | P        | Helyezés | Kvalifikáció                                      | Negyeddöntő                                          | Elődöntő                        | Döntő     |
| -------- | -------- | -------- | -------- | -------- | -------- | -------- | -------- | -------- | ------------------------------------------------- | ---------------------------------------------------- | ------------------------------- | --------- |
| 2022–23  | 46       | 18       | 4        | 5        | 19       | 155-153  | 67       | 8.       | Vereség HK MŠK Indian Žiar nad Hronom ellen (2-3) | -                                                    | -                               | -         |
| 2023–24  | 46       | 21       | 5        | 3        | 17       | 147-145  | 76       | 4.       | -                                                 | Győzelem a HK ESMERO Skalica ellen (4-1)             | Vereség a HC Prešov ellen (1-4) | -         |
| 2024–25  | 46       | 19       | 3        | 7        | 17       | 146:140  | 70       | 7.       | Győzelem a HC TEBS Bratislava ellen (3-2)         | Győzelem a HK MŠK Indian Žiar nad Hronom ellen (4-2) | Vereség a HC Prešov ellen (0-4) | -         |

## Rivalizálások

### TSS Group Spartak Dubnica
A TSS Group Spartak Dubnica és a HK 95 Považská Bystrica közötti rivalizálást a csapatok székhelyei, Vágbeszterce és Máriatölgyes közötti földrajzi közelség hozta létre. Mindkét település a Vág folyó mentén fekszik, ezért is nevezik a meccseiket považské derby-nek (magyarul: Vág-menti rangadó).

## Híres játékosok
- Andrej Meszároš
- Roman Tománek
- Tomáš Frolo
- Ján Zlocha
- Miloš Melicherík
- Rastislav Dej
- Tomáš Brňák
- Branislav Pohanka
- Martin Kivoň
- Rastislav Konečný
- Radoslav Illo
- Patrik Lušňák
- Ján Zlocha ml.